# Fernando Luiz Roza
Fernando Luiz Roza (n. 4 mai 1985, Londrina, Paraná, Brazilia), cunoscut simplu ca Fernandinho (pronunție în portugheză braziliană [feʁnɐ̃ˈdʒĩj̃u]), este un fotbalist brazilian liber de contract, care joacă pe post de mijlocaș. Pe plan internațional, are prezențe la națională pentru Brazilia și Brazilia U-20⁠(d).
Și-a început cariera la Atlético Paranaense, și după mai mulți ani acolo, s-a transferat la Șahtior Donețk în 2005, unde a devenit unul din cei mai buni stranieri din Premier Liga. și ulterior a evoluat timp de 8 ani pentru Manchester City FC.

## Palmares

### Club
Șahtior Donețk
- Premier Liga: 2005–06, 2007–08, 2009–10, 2010–11, 2011–12, 2012–13
- Cupa Ucrainei: 2007–08, 2010–11, 2011–12, 2012–13
- Supercupa Ucrainei: 2008, 2010, 2012
- Cupa UEFA: 2008–09

Manchester City
- Premier League: 2013–14
- Football League Cup: 2013–14

### Internațional
Brazilia
- FIFA World Youth Championship: 2003

### Individual
- Jucătorul sezonului al Șahtior Donețk: 2007–08
- Golden Football of Ukraine Top Player of the Ukrainian Premier League: 2007–08[3]

## Statistici carieră

### În Europa
La 22 dec. 2013.
| Club            | Sezon   | Campionat | Campionat | Cupă    | Cupă   | Europa  | Europa | Supercupă | Supercupă | Total   | Total  |
| Club            | Sezon   | Meciuri   | Goluri    | Meciuri | Goluri | Meciuri | Goluri | Meciuri   | Goluri    | Meciuri | Goluri |
| --------------- | ------- | --------- | --------- | ------- | ------ | ------- | ------ | --------- | --------- | ------- | ------ |
| Șahtior Donețk  | 2005–06 | 23        | 1         | 2       | 1      | 9       | 1      | -         | -         | 34      | 3      |
| Șahtior Donețk  | 2006–07 | 25        | 1         | 3       | 0      | 11      | 3      | 1         | 0         | 40      | 4      |
| Șahtior Donețk  | 2007–08 | 29        | 11        | 3       | 1      | 8       | 0      | 1         | 0         | 41      | 12     |
| Șahtior Donețk  | 2008–09 | 21        | 5         | 3       | 0      | 17      | 6      | 1         | 0         | 42      | 11     |
| Șahtior Donețk  | 2009–10 | 24        | 4         | 2       | 2      | 13      | 2      | -         | -         | 39      | 8      |
| Șahtior Donețk  | 2010–11 | 15        | 3         | 2       | 0      | 2       | 0      | 1         | 0         | 20      | 3      |
| Șahtior Donețk  | 2011–12 | 24        | 4         | 3       | 1      | 4       | 0      | 1         | 1         | 32      | 6      |
| Șahtior Donețk  | 2012–13 | 23        | 2         | 4       | 3      | 8       | 1      | 1         | 0         | 36      | 6      |
| Total           | Total   | 184       | 31        | 22      | 8      | 72      | 13     | 6         | 1         | 284     | 53     |
| Manchester City | 2013–14 | 19        | 3         | 1       | 0      | 6       | 0      | -         | -         | 26      | 3      |
| Total           | Total   | 19        | 3         | 1       | 0      | 6       | 0      | -         | -         | 26      | 3      |
| Total           | Total   | 203       | 34        | 23      | 8      | 78      | 13     | 6         | 1         | 310     | 56     |

### Internațional
La 6 aprilie 2012.
| Brazilia | Brazilia | Brazilia |
| An       | Meciuri  | Goluri   |
| -------- | -------- | -------- |
| 2011     | 4        | 0        |
| 2012     | 1        | 0        |
| 2013     | 0        | 0        |
| 2014     | 1        | 1        |
| Total    | 6        | 1        |